# みどり (列車)
みどりは、九州旅客鉄道（JR九州）が博多駅 - 佐世保駅間を、鹿児島本線・長崎本線・佐世保線経由で運行している特急列車である。
本項では「みどり」の派生系統で、武雄温泉駅で新幹線「かもめ」との接続機能を持たせた特急「みどり（リレーかもめ）」、多客期に運行される臨時特急「有田陶器市みどり」（ありたとうきいちみどり）・「九十九島みどり」（くじゅうくしまみどり）、その他佐世保線で運転されていた優等列車の沿革についても記述する。

## 概要
特急「みどり」は、1976年7月1日に長崎本線と佐世保線が電化開業した際、それまで小倉駅・博多駅 - 佐世保駅間を運行していた急行列車「弓張」の一部を気動車から電車特急化する形で、6往復で運行を開始した。その際、長崎駅発着の特急「かもめ」と小倉駅・博多駅 - 肥前山口駅間で併結運転を行うこととなり、連結運転することや佐世保線内の輸送需要の関係で、当時の特急列車では異例の短編成となる、4両での運行となった。
1980年10月1日・1982年11月15日の国鉄ダイヤ改正の2回に分けて「弓張」はすべて「みどり」に格上げされた。また1980年10月1日以降は博多駅発着に統一されている。
1986年11月1日の国鉄ダイヤ改正で「かもめ」と「みどり」の連結運転がなくなった。これにより、博多駅と長崎方面を結ぶ特急列車は「かもめ」と「みどり」が1時間あたり1本ずつ運転されるのが基本となった。「かもめ」の増発に伴い1988年3月13日ダイヤ改正で「かもめ」との併結運転が一部で復活している。
2000年3月11日のダイヤ改正では、485系が廃止され、専用編成としてリニューアルを受けた783系に置き換えられた。
2011年3月12日のダイヤ改正で「かもめ」と「みどり」の併結運転が廃止され、長崎本線の特急列車は1時間あたり「かもめ」が1 - 2本、「みどり」が1本運転される体制に変更され、西九州新幹線の開業までこの体制で推移した。
なお、2001年に佐世保市において、翌年の市制100周年に合わせて列車名を九十九島（くじゅうくしま）に改称しようという市民運動が起こり、市内を中心に収集された署名がJR九州に提出された。この改称自体は実現していないが、2013年5月6日に本来「みどり」として上り2本運行される予定だった臨時列車が、下り1本を追加の上で両方の名前を重ねた「九十九島みどり」の列車名で初めて運行された。これ以降「有田陶器市みどり」以外の臨時列車はすべて「九十九島みどり」として運行されている。ちなみに「九十九島」の名前で運行された列車は、1962年8月から博多駅 - 佐世保駅間を筑肥線・松浦線平戸口駅経由で運行開始した準急列車がある。同列車は、その後1963年6月に大村線経由で長崎駅発着に延長、1966年3月に急行に格上げされ、1968年10月に「平戸」に改称された。
2022年9月23日のダイヤ改正では、西九州新幹線開通により、一部の「みどり」が武雄温泉駅で新幹線「かもめ」と対面接続を行うことになり、該当する列車は「みどり（リレーかもめ）」の列車名で運行している。
なお、九州新幹線西九州ルートの未成区間である新鳥栖駅 - 武雄温泉駅間については整備手法が定まっていない。長崎県などは全線フル規格整備を要望しているが、佐世保市からは「武雄温泉 - 新鳥栖間が並行在来線として経営分離された場合、（博多駅に直通する）『みどり』の運行が維持されない可能性がある」との懸念の声がある。

## 運行概況

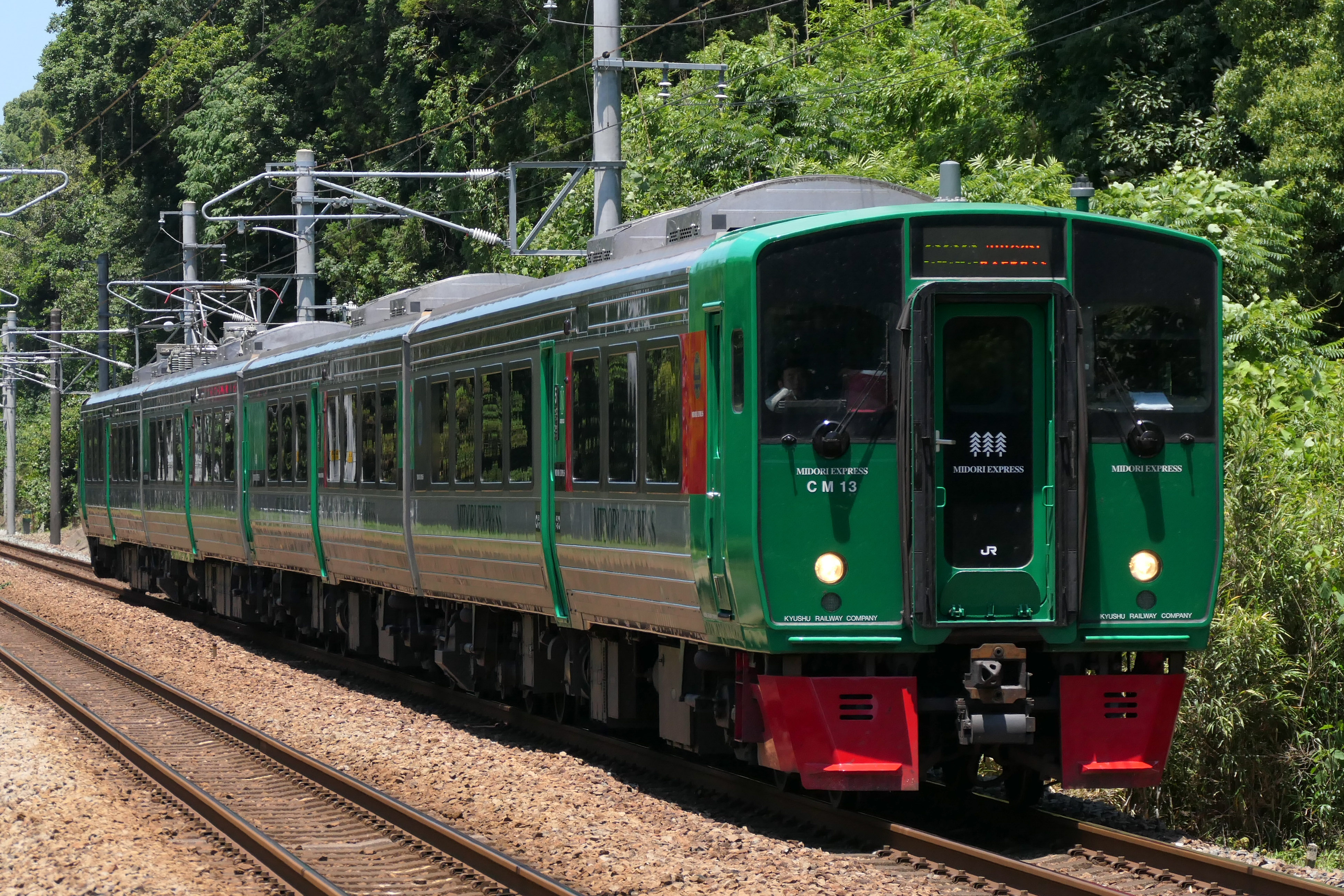
貫通型前面（クロハ782形100番台）

定期列車は全て博多駅 - 佐世保駅間の運行で、16往復が設定されている。うち下り4本・上り5本は武雄温泉駅で新幹線「かもめ」との対面連絡を実施しており、「みどり（リレーかもめ）」の列車名で運行され、下りの博多駅 - 武雄温泉駅間では列車自体の終着駅と接続列車の終着駅を併せて「佐世保（長崎）行き」として案内される。号数は博多駅での発着順に「リレーかもめ」と通しで符番されているため、「リレーかもめ」「みどり」単体で見るとそれぞれ欠番が生じている。列車番号は「みどり」が号数＋4000M、「みどり（リレーかもめ）」が号数＋4000Hである。
5往復（特定日は7往復）では博多駅 - 早岐駅間で、大村線ハウステンボス駅発着の特急「ハウステンボス」を併結する。併結する「ハウステンボス」の号数は「みどり」に合わせられている、また定期列車での設定はないが、特定日には「みどり（リレーかもめ｝」に併結する「ハウステンボス」が上り2本臨時運行され、列車名も「ハウステンボス（リレーかもめ）」となる。
1976年7月1日の運行開始時から2011年3月11日まで（1986年11月1日 - 1988年3月12日を除く）は「かもめ」との併結も行っていたため、「ハウステンボス」が運行開始した1992年3月25日以降、列車によっては博多駅 - 肥前山口駅間では3列車併結で運行されていた。
臨時列車はゴールデンウィーク・お盆・年末年始などのピーク期に設定され、有田陶器市期間中（4月29日 - 5月5日）に運行される列車は「有田陶器市みどり」、それ以外の列車は「九十九島みどり」の列車名で運行している。「有田陶器市みどり」は元々「有田陶器市号」の列車名で運行されていた臨時特急が、2000年に「みどり」の臨時列車扱いとなり、2010年運行分から現行の名前になった。2025年時点では91 - 96号の3往復のダイヤが設定されており、「有田陶器市みどり」は平日は93・94号の1往復が、土曜･休日は3往復全てが運転されている。「九十九島みどり」の本数は運行日により異なる。
| 運行日   | 運行日                     | 運行本数 | 下り                 | 上り                 |
| -------- | -------------------------- | -------- | -------------------- | -------------------- |
| 定期列車 | 毎日運転                   | 5往復    | 11・15・19・27・31号 | 24・28・32・40・44号 |
| 臨時列車 | 土曜・休日中心に特定日運転 | 2往復    | 35・39号             | 48・52号             |

### 停車駅
博多駅 -（二日市駅）- 鳥栖駅 - 新鳥栖駅 -（吉野ケ里公園駅）-  佐賀駅 - 江北駅 - 武雄温泉駅 - 有田駅 - 早岐駅 - 佐世保駅
- 2・43・47・48・51・52・55・56・60号は武雄温泉駅で西九州新幹線「かもめ」と対面接続する。
- 二日市駅は2・67号のみ通過。「有田陶器市（九十九島）みどり」も原則通過するが、設定時期によっては一部の列車が停車する場合がある[注 3]。
- 吉野ケ里公園駅は15・40号のみ停車。
- このほか、以下の駅に臨時停車する。
  - 神埼駅：神埼市にある名勝九年庵の一般公開中に一部列車が停車する。2010年までは「かもめ」が停車していたが、2011年からは「みどり」が停車するようになった。
  - バルーンさが駅：佐賀インターナショナルバルーンフェスタ期間中に、一部列車が停車。なお、2006年までは下り列車のみだったが、2007年以降は上り列車も設定されている。
  - 上有田駅：有田陶器市期間中の「有田陶器市みどり」全列車および定期列車の一部が停車。

### 料金不要の特例
2018年3月17日のダイヤ改正以降、早岐駅 - 佐世保駅間は制度上、普通列車としての運転となっている。これは、同日のダイヤ改正において早岐駅 - 佐世保駅間の普通列車が8往復削減されたため、その救済措置として設けられたものである。このため、この区間の特急券は不要であり、有田駅以東の停車駅と佐世保駅の間を通して乗車する場合であっても、早岐以東の区間のみで特急料金を計算する。ただし、案内において普通列車として運行されることは特に明示されておらず、途中の大塔駅・日宇駅での客扱い停車も引き続き行わない。

### 使用車両・編成
南福岡車両区に所属する783系電車・885系電車が充当されている。
783系は2000年3月11日ダイヤ改正より運用されており、2025年3月15日時点では11往復に充当されている。全車両中央の乗降口を境に早岐寄りのA室と佐世保・博多寄りのB室に分かれており、駅や車内でもそのように案内されている。「ハウステンボス」を併結する5往復は「みどり」用4両編成（右編成図中の5 - 8号車）で。単独運転の6往復は「みどり」編成に「ハウステンボス」用4両編成を1 - 4号車として増結した8両編成で運行される。また2往復は特定日のみ「ハウステンボス」編成を特急「ハウステンボス」として早岐駅で分割・併合し、それ以外の日は全編成を全区間「みどり」として運行するという運用が組まれている。
4両で運行する列車の号車番号が1号車からではなく5号車から始まるのは、「ハウステンボス」（1 - 4号車）の博多方向に連結運転される際の号車番号に基づいているためで、単独運転の列車でもこれを踏襲している。もともと中間車だった車両を改造した貫通型車両のクロハ782形100番台が5号車（早岐方）に連結されており、「ハウステンボス」編成との連結時には貫通路が設けられ、両編成間（4・5号車間）の行き来が可能になっている。ただし運用の都合や故障による代走の際には4号車あるいは5号車の一方か両方が非貫通型車両となる場合があり、この時は4・5号車間の行き来は不可能となる。なお、2011年3月11日まで「かもめ」との連結運転を行っていた列車は、「かもめ」が1 - 5号車、「ハウステンボス」が7 - 10号車、「みどり」が11 - 14号車となっていた。
885系は西九州新幹線が開業した2022年9月23日ダイヤ改正より、単独運転の5往復で用いられている。885系は2002年10月21日から2003年3月14日まで、下り最終・上り始発の1往復のみに充当されたことがあったが、この列車は佐世保線内は臨時列車扱いで運転されていた。西九州新幹線の開業に合わせて19年半ぶりに「みどり」での運用が復活し、合わせて佐世保線内では初の定期運行となっている。
1976年から2000年まで（臨時列車では2006年まで）は、485系電車が充当されていた。
2011年3月12日から2022年9月22日までは、787系電車も充当されていた。臨時列車では2004年から2010年までにも充当された実績があり、当時から「みどり」用の行先表示も設けられていた。DXグリーン席・グリーン個室を連結した編成が充当されており、充当開始時点では6両編成であった。2014年3月15日ダイヤ改正から7両編成に増車されたが、2018年3月改正より再度一部列車に6両編成が用いられるようになった。ただし787系6両編成で運転されていた1・10号は、「ハウステンボス」を併結する場合に限り783系「みどり」編成で運転された。
かつて、上り列車の佐賀駅→博多駅間で、783系は最後部車両のB室を除く普通車指定席（「ハウステンボス」併結列車ではすべての普通車指定席）、787系は2号車を除く普通車指定席の空席に、自由席特急券で着席可能となる特例が設けられていたが、2018年3月改正で廃止された。
なお「有田陶器市みどり」「九十九島みどり」は783系8両編成、787系6両編成、885系のいずれかで運転される。

## 京阪神対九州間特急「みどり」の沿革
- 1961年（昭和36年）10月1日：「かもめ」の補完のため、キハ82系気動車を用いて大阪駅 - 博多駅間で特急「みどり」が運転開始。
  - ただし、特急用気動車の落成が当初予定より遅れたのと初期故障に備えるため、同年12月14日まで運休扱いとし、実際の運行は12月15日からとなった。当時のダイヤでは東海道本線の特急「こだま」（下りは「第1こだま」、上りは「第2こだま」）と「みどり」を乗り継げば東京駅 - 博多駅間の日着が可能なダイヤであったが、特に結合特急券等の制度は設けられていなかった。
- 1964年（昭和39年）10月1日：東海道新幹線開業に伴い「みどり」の運行区間を新大阪駅 - 熊本駅（博多駅経由）・大分駅間（小倉駅で分割・併合）に変更。
- 1965年（昭和40年）10月1日：「みどり」の熊本駅発着編成を佐世保駅発着（筑豊本線経由）に変更。

| みどり |                |                |                |                |                |                |                  |                  |                  |                  |                  |                  |                  |
| ← 早岐・大分佐世保／新大阪 → |                |                |                |                |                |                |                  |                  |                  |                  |                  |                  |                  |
| \| 編成 \| 大分駅発着編成 \| 大分駅発着編成 \| 大分駅発着編成 \| 大分駅発着編成 \| 大分駅発着編成 \| 大分駅発着編成 \| 佐世保駅発着編成 \| 佐世保駅発着編成 \| 佐世保駅発着編成 \| 佐世保駅発着編成 \| 佐世保駅発着編成 \| 佐世保駅発着編成 \| 佐世保駅発着編成 \| \| 号車 \| 1 \| 2 \| 3 \| 4 \| 5 \| 6 \| 7 \| 8 \| 9 \| 10 \| 11 \| 12 \| 13 \| \| 形式 \| キハ 82 \| キロ 80 \| キハ 80 \| キハ 80 \| キハ 80 \| キハ 82 \| キハ 82 \| キロ 80 \| キシ 80 \| キハ 80 \| キハ 80 \| キハ 80 \| キハ 82 \| |                |                |                |                |                |                |                  |                  |                  |                  |                  |                  |                  |
| - 小倉駅で分割・併合。佐世保駅発着編成は早岐駅で進行方向を変える。 |                |                |                |                |                |                |                  |                  |                  |                  |                  |                  |                  |
| 編成 | 大分駅発着編成 | 大分駅発着編成 | 大分駅発着編成 | 大分駅発着編成 | 大分駅発着編成 | 大分駅発着編成 | 佐世保駅発着編成 | 佐世保駅発着編成 | 佐世保駅発着編成 | 佐世保駅発着編成 | 佐世保駅発着編成 | 佐世保駅発着編成 | 佐世保駅発着編成 |
| 号車 | 1              | 2              | 3              | 4              | 5              | 6              | 7                | 8                | 9                | 10               | 11               | 12               | 13               |
| 形式 | キハ 82        | キロ 80        | キハ 80        | キハ 80        | キハ 80        | キハ 82        | キハ 82          | キロ 80          | キシ 80          | キハ 80          | キハ 80          | キハ 80          | キハ 82          |

- 1967年（昭和42年）10月1日：日豊本線小倉駅 - 幸崎駅間が電化され、「みどり」は新大阪駅 - 大分駅間を運行する電車特急列車となる。
  - なお、「みどり」は当初「月光」で使用されていた寝台電車581系電車で日中に運行されていたが、当時の581系電車には一等車（1969年以降のグリーン車）が製造されておらず、二等車のみの組成だった。
- 1968年（昭和43年）10月1日：「みどり」を481系電車に置き換える。1969年10月1日からは485系電車も481系電車と共通で運用を開始した。
- 1973年（昭和48年）
  - 3月1日：山陽新幹線と岡山駅で接続する列車として、「みどり」を岡山駅 - 大分駅間で1往復増発。岡山駅発着列車は下り2号／上り1号、従来の新大阪駅発着列車は下り1号／上り2号となる。
  - 10月1日：下り1号を大阪駅始発に変更。
- 1974年（昭和49年）4月25日：日豊本線幸崎駅 - 南宮崎駅間の電化に伴い、1往復（上下2号）を宮崎駅発着に延長。
- 1975年（昭和50年）3月10日：山陽新幹線博多駅開業により「みどり」が廃止。九州内の区間は「にちりん」に編入された。

| みどり |          |          |          |          |          |          |          |          |          |          |          |
| ← 宮崎・大分岡山・大阪・新大阪 → |          |          |          |          |          |          |          |          |          |          |          |
| \| 号車 \| 1 \| 2 \| 3 \| 4 \| 5 \| 6 \| 7 \| 8 \| 9 \| 10 \| 11 \| \| 座席 \| 指 \| 指 \| 指 \| G \| G \| D \| 指 \| 指 \| 自 \| 自 \| 自 \| \| 形式 \| クハ 481 \| モハ 484 \| モハ 485 \| サロ 481 \| サロ 481 \| サシ 481 \| モハ 484 \| モハ 485 \| モハ 484 \| モハ 485 \| クハ 481 \| |          |          |          |          |          |          |          |          |          |          |          |
| 座席種類 G=グリーン車座席指定席、指=普通車座席指定席、自=普通車自由席、D=食堂車 |          |          |          |          |          |          |          |          |          |          |          |
| 号車 | 1        | 2        | 3        | 4        | 5        | 6        | 7        | 8        | 9        | 10       | 11       |
| 座席 | 指       | 指       | 指       | G        | G        | D        | 指       | 指       | 自       | 自       | 自       |
| 形式 | クハ 481 | モハ 484 | モハ 485 | サロ 481 | サロ 481 | サシ 481 | モハ 484 | モハ 485 | モハ 484 | モハ 485 | クハ 481 |

## 佐世保線優等列車沿革

### 戦後の運行展開
- 1953年（昭和28年）3月15日：門司港駅 - 長崎駅間を佐世保線・大村線経由で運行する臨時準急列車3107・3108列車が運行開始。
  - この列車は、門司港駅 - 鳥栖駅間を熊本駅発着の準急407・408列車と併結運転であるが、同年11月11日には定期列車化された。
- 1954年（昭和29年）10月1日：3107・3108列車は、準急407・408列車として全区間単独で運行される。
- 1956年（昭和31年）11月19日：従来、広島駅 - 門司駅間を運行していた山陽本線準急3207・3208列車が、407・408列車と博多駅を介して直通運転が実施。これにより、広島駅 - 長崎駅間の列車番号も405・406列車に変更される。
- 1957年（昭和32年）10月1日：気動車による快速列車「弓張（）」が博多駅 - 佐世保駅間で運行開始。
- 1959年（昭和34年）9月22日：「弓張」が準急列車に変更。また、405・406列車にも「ふたば」の愛称が与えられる。
- 1960年（昭和35年）5月1日：以下のように運行体系が変更される。
  1. 「弓張」は下り2本・上り1本を増発し、下り3本・上り2本になる。
  2. 長崎本線肥前鹿島駅経由の準急列車「ながさき」が新設され、「弓張」は肥前山口駅で増解結が実施される。
  3. 「ながさき」・「弓張」の補助列車として博多駅 - 長崎駅間（大村線経由）で準急列車「出島（）」が運行開始。
  4. 「ふたば」の運転区間が広島駅 - 博多駅間に短縮。以降は山陽本線優等列車沿革を参照。
- 1961年（昭和36年）10月1日：サンロクトオのダイヤ改正により「弓張」1往復が門司港駅発着になる。
- 1962年（昭和37年）10月1日：「弓張」が1往復増発。門司港駅発着列車が小倉駅発着に変更。
- 1963年（昭和38年）6月1日：下記の通り分割する形で「出島」が廃止。
  1. 従来、博多駅 - 佐世保駅間を筑肥線・松浦線経由で運行していた「九十九島（）」の運転区間が延長され、博多駅 - 長崎駅間の準急列車になる。
  2. 「弓張」が上り1本増発され、4往復になる。
- 1964年（昭和39年）4月10日：急行列車「西九州（）」が別府駅 - 長崎駅・佐世保駅間（久大本線経由）で運行開始。
- 1965年（昭和40年）10月1日：ダイヤ改正に伴い、以下のように変更。
  1. 従来、新大阪駅 - 熊本駅・大分駅間で運行していた特急「みどり」のうち、熊本駅発着編成（博多駅経由）を佐世保駅発着（筑豊本線・原田駅経由）に変更。
  2. 「ながさき」「弓張」のうち1往復が熊本駅 - 博多駅間（日豊本線・豊肥本線経由、ただし博多行きは三角線三角発）の急行「くさせんり」と統合し、熊本駅（三角駅） - 別府駅 - 博多駅 - 長崎駅・佐世保駅間の急行列車「九重（）」とする（ただし佐世保駅発着編成は別府駅で増解結）。これにより「弓張」は3往復になる。
- 1966年（昭和41年）
  - 3月5日：準急制度の見直しに伴い「弓張」が急行列車に格上げ。
  - 3月25日：以下のように変更される。
    1. これまで呉駅 - 長崎駅間を運行していた「出島」に佐世保駅発着の編成を連結開始。
    2. 急行「からつ」が博多駅 - 佐世保駅間（筑肥線・松浦線・佐世保線有田駅経由）で運転開始。
      - 「からつ」の運転区間中、博多駅 - 伊万里駅間は「九十九島」と連結運転するが、編成としては「九十九島」にない一等車（現在のグリーン車）を設定するなど「弓張」の補助列車格とされていた。
      - 「からつ」は東唐津駅[注 4]・有田駅・早岐駅の3駅でスイッチバックを行っていた[注 5]が、所要時間は「弓張」と比べても遜色ないものだった。ただし「からつ」という列車名が影響して、全区間を通しての乗客は少なかったとされる[8]
- 1967年（昭和42年）10月1日：ダイヤ改正にともない以下のように変更する。
  1. 「みどり」が寝台電車581系による運用に変更。これにより従来の「みどり」の佐世保駅発着編成を引き継ぐ形で、大阪駅 - 宮崎駅間運行の特急「いそかぜ」のうち、大分駅で増解結していた編成を筑豊本線・原田駅経由の佐世保駅発着に変更。
  2. 「九重」の運転系統を別府駅で分割し、別府駅 - 博多駅 - 長崎駅・佐世保駅間を運行する急行列車に「べっぷ」の名称が与えられる。
  3. 「からつ」が廃止。
- 1968年（昭和43年）10月1日：ヨンサントオのダイヤ改正に伴い、以下のように変更する。
  1. 京都駅 - 西鹿児島駅・長崎駅間で運行していた特急「かもめ」の長崎駅発着編成と、「いそかぜ」の佐世保駅発着編成を統合し、京都駅 - 長崎駅（博多駅経由）・佐世保駅（筑豊本線・原田駅経由）間運行の特急「かもめ」とする（両編成は京都駅 - 小倉駅間で併結運転）。
    - 黒崎駅 - 原田駅間が、筑豊本線経由 (60.5km) であると鹿児島本線経由 (70.8km) よりも営業キロで10.3km程度短縮されることや筑豊地域への便を図るためとされているが、小倉駅 - 肥前山口駅間では同じ列車名でありながら行き先・経由地の違う列車が平行して運行される事態となった。
    - なお、従来の「かもめ」の西鹿児島駅発着編成は特急「なは」、「いそかぜ」の宮崎駅発着編成は特急「日向」にそれぞれ列車名を変更し、大阪駅 - 小倉駅間で連結運転を行った。

  2. 「べっぷ」の別府行きのみ系統分割を行い、「弓張」は大分発下り1本を含む4往復となる。
- 1975年（昭和50年）3月10日：山陽新幹線博多駅乗り入れに伴うダイヤ改正に伴い、以下のように変更する。
  1. 山陽新幹線全通に伴い、山陽本線昼行特急・急行列車群は新幹線列車に代替されることとなり、本州直通の「かもめ」・「出島」は廃止。
  2. 新幹線接続列車として「弓張」を4往復増発。小倉駅発着2往復を含む8往復で運行を行う。全列車で長崎駅発着の「出島」と小倉駅・博多駅 - 肥前山口駅間で連結運転（ただし下り1本は佐賀駅で分割）を行っていた。
    - 「出島」のうち1往復は佐賀線経由の急行「ちくご」とも連結運転を行っていたが、下り列車では佐賀駅で「弓張」の分割と「ちくご」の連結、上り列車では肥前山口駅で「弓張」の連結と「ちくご」の分割を同時に行っていたため、「弓張」と「ちくご」の連結運転はなかった。

#### 佐世保線エル特急「みどり」として
- 1976年（昭和51年）7月1日：長崎本線・佐世保線交流電化に伴い、以下のように変更する。
  1. 小倉駅・博多駅 - 佐世保駅間でエル特急「みどり」が運転開始。485系電車が使用され、小倉駅発着下り2本・上り3本、博多駅発着下り4本・上り3本の計6往復設定された。
    - 全列車、小倉駅・博多駅 - 肥前山口駅間は「かもめ」と連結して運行されていた。そのため、設定当時485系を使用する列車としては最小の4両編成（9 - 12号車。「かもめ」は8両編成）で運行されていたが、グリーン車は当時より連結されており、上野駅発着の特急列車に使用されたクロ481形であった。また、急行列車や気動車特急での多層建てはすでに各地に見られたが、電車特急での多層建て列車は初めてであった。なお、クハ481形先頭車には正面貫通路付きの車両が使用されたものの、正面の貫通路や貫通扉の使用や貫通幌の着脱などは行われず、両編成間の通り抜けはできなかった。
    - 「かもめ」は7往復設定され、単独運転する1往復（下りは小倉発、上りは博多行き）は肥前山口駅で付属編成（9 - 12号車）を増解結していた。これは佐世保線内の線路容量の不足による措置である。

  2. 「みどり」の設定に伴い「弓張」3往復が廃止。小倉駅発着1往復、博多駅発着4往復の計5往復となる。
    - 当時の「みどり」の停車駅は、小倉駅 - 黒崎駅 - 博多駅 - 鳥栖駅 - 佐賀駅 - 肥前山口駅 - 武雄温泉駅 - 有田駅 - 早岐駅 - 佐世保駅（武雄温泉駅と有田駅はどちらか1駅に交互に停車）で、「弓張」はこれに加えて全列車が戸畑駅・八幡駅・折尾駅に停車し、一部には二日市駅・大町駅に停車するものもあった。

| 「かもめ」「みどり」 |                                      |                                      |                                      |                                      |                                      |                                      |                                      |                                      |                                        |                                        |                                        |                                        |
| ← 長崎・早岐佐世保／博多・小倉 → |                                      |                                      |                                      |                                      |                                      |                                      |                                      |                                      |                                        |                                        |                                        |                                        |
| \| 編成 \| 「かもめ」 長崎駅 - 博多駅・小倉駅間 \| 「かもめ」 長崎駅 - 博多駅・小倉駅間 \| 「かもめ」 長崎駅 - 博多駅・小倉駅間 \| 「かもめ」 長崎駅 - 博多駅・小倉駅間 \| 「かもめ」 長崎駅 - 博多駅・小倉駅間 \| 「かもめ」 長崎駅 - 博多駅・小倉駅間 \| 「かもめ」 長崎駅 - 博多駅・小倉駅間 \| 「かもめ」 長崎駅 - 博多駅・小倉駅間 \| 「みどり」 佐世保駅 - 博多駅・小倉駅間 \| 「みどり」 佐世保駅 - 博多駅・小倉駅間 \| 「みどり」 佐世保駅 - 博多駅・小倉駅間 \| 「みどり」 佐世保駅 - 博多駅・小倉駅間 \| \| 号車 \| 1 \| 2 \| 3 \| 4 \| 5 \| 6 \| 7 \| 8 \| 9 \| 10 \| 11 \| 12 \| \| 座席 \| 指 \| 指 \| 指 \| G \| 自 \| 自 \| 自 \| 自 \| 自 \| 自 \| 指 \| G \| \| 形式 \| クハ481 \| モハ484 \| モハ485 \| サロ481 \| サハ481 \| モハ484 \| モハ485 \| クハ481 \| クハ481 \| モハ484 \| モハ485 \| クロ481 \| |                                      |                                      |                                      |                                      |                                      |                                      |                                      |                                      |                                        |                                        |                                        |                                        |
| 座席種類 G=グリーン車座席指定席、指=普通車座席指定席、自=普通車自由席 |                                      |                                      |                                      |                                      |                                      |                                      |                                      |                                      |                                        |                                        |                                        |                                        |
| 編成 | 「かもめ」 長崎駅 - 博多駅・小倉駅間 | 「かもめ」 長崎駅 - 博多駅・小倉駅間 | 「かもめ」 長崎駅 - 博多駅・小倉駅間 | 「かもめ」 長崎駅 - 博多駅・小倉駅間 | 「かもめ」 長崎駅 - 博多駅・小倉駅間 | 「かもめ」 長崎駅 - 博多駅・小倉駅間 | 「かもめ」 長崎駅 - 博多駅・小倉駅間 | 「かもめ」 長崎駅 - 博多駅・小倉駅間 | 「みどり」 佐世保駅 - 博多駅・小倉駅間 | 「みどり」 佐世保駅 - 博多駅・小倉駅間 | 「みどり」 佐世保駅 - 博多駅・小倉駅間 | 「みどり」 佐世保駅 - 博多駅・小倉駅間 |
| 号車 | 1                                    | 2                                    | 3                                    | 4                                    | 5                                    | 6                                    | 7                                    | 8                                    | 9                                      | 10                                     | 11                                     | 12                                     |
| 座席 | 指                                   | 指                                   | 指                                   | G                                    | 自                                   | 自                                   | 自                                   | 自                                   | 自                                     | 自                                     | 指                                     | G                                      |
| 形式 | クハ481                              | モハ484                              | モハ485                              | サロ481                              | サハ481                              | モハ484                              | モハ485                              | クハ481                              | クハ481                                | モハ484                                | モハ485                                | クロ481                                |

- 1978年（昭和53年）10月2日：ダイヤ改正に伴い、以下のように変更する。
  1. 単独運転していた「かもめ」の付属編成を「みどり」に編入し、すべての「かもめ」「みどり」が連結運転となった。ただし、増発した「みどり」は、佐世保線の西有田信号場が開設された翌年の3月30日まで、佐世保線内は運休扱いを取った。この改正から「かもめ」と併結側のクハ481形200番台にイラストマークが採用されるが、ボンネットタイプのクロ481形はこの時点ではイラスト採用が見送られた[注 6]。
  2. それまでいわゆる「千鳥停車」の形を取っていた武雄温泉駅と有田駅に、両駅とも「みどり」全列車が停車するようになる。
- 1980年（昭和55年）10月1日：ダイヤ改正に伴い、以下のように変更する。
  1. 「みどり」が10往復、「弓張」が3往復になり、全列車博多駅 - 佐世保駅間の運行とする。「ちくご」が廃止されたため、「出島」・「弓張」の連結・切り離し駅は肥前山口駅に統一された。また、この改正は将来の特急への統一を前提としたものだったため、「みどり」の号数には欠番が生じ、「弓張」は「みどり」の欠番を埋める形で運行された。
  2. 「みどり」の一部が二日市駅に停車するようになる[注 7]。
  3. 「西九州」の運転区間が博多駅 - 別府駅間に変更され、「由布」に吸収される。
- 1981年（昭和56年）6月7日：長崎本線牛津駅 - 久保田駅間を走行中の「かもめ・みどり」11号が、線路の一部が波打っているのを発見して急停車。「かもめ」の後部2両と「みどり」の全編成が脱線した。後に損傷の激しかった「みどり」のクロ481-53、モハ485-117、モハ484-221は廃車になった。この事故は485系電車が事故廃車になった国鉄時代唯一の事例である。
- 1982年（昭和57年）11月15日：ダイヤ改正に伴い、以下のように変更する。
  1. 「弓張」の全列車が「みどり」に編入されて廃止。「みどり」は13往復になる。
    - このとき「みどり」に格上げされた3往復は「弓張」から引き続いて大町駅に停車したが、国鉄末期には1往復に減らされ、国鉄民営化後まもなく大町駅に停車する「みどり」はなくなった。

  2. この改正で全国の在来線昼行特急の自由席1両が一斉に禁煙車化されたが、「みどり」については短編成だったためにこの措置が見送られた。
- 1985年（昭和60年）3月14日：博多駅 - 佐賀駅 - 肥前山口駅間の特急の増発のため、「みどり」の日中の5往復について「かもめ」との連結運転を廃止。
- 1986年（昭和61年）11月1日：「みどり」は全列車単独運転に変更され、号車番号も9 - 12号車から1 - 4号車に変更。

#### JR化以降の展開
- 1988年（昭和63年）
  - 3月13日：「みどり」の下り1本で「かもめ」との連結運転を再開。この列車のみ号車番号は9 - 12号車とした。また、それまでグリーン車は佐世保・博多向き先頭車の1両であったが、この改正より早岐向き先頭車半室になった。
  - 3月20日：長崎オランダ村への観光誘致のため、小倉駅 - 佐世保駅間で特急「オランダ村特急」がキハ183系気動車1000番台により運行開始。運転区間は全線電化区間であったが、気動車が用いられ、「オランダ村特急」運転日以外もオランダ村のPR車両として九州各地を走った。この1000番台は展望車を両端に備えていた。
- 1989年（平成元年）
  - 3月11日：ダイヤ改正により以下のように変更。
    1. 「みどり」が1往復増発されて14往復になる。また下り4本・上り3本が「かもめ」との連結運転になったことから、号車番号が全列車11 - 14号車に変更される。
    2. 「オランダ村特急」が門司港駅発着になる。

  - 4月29日：「オランダ村特急」の下り列車について、門司港駅→博多駅間で485系電車の「有明11号」と連結運転開始。この際、世界初の電車・気動車の動力協調運転を実施。
- 1990年（平成2年）3月10日：「オランダ村特急」と「有明」11号との連結運転区間が鳥栖駅まで延長する。
- 1990年前後に、JR九州保有の485系は自社のコーポレートカラーである赤色に塗装された。そのため、「みどり」という愛称でありながら赤い車体塗装を行った「赤いみどり」が登場することとなった。その後、塗装変更を行うこととなり、緑のラインを入れたりしていた。この車両は「MIDORI EXPRESS」というロゴをあしらった「みどり」専用車両となった。

- 1992年（平成4年）

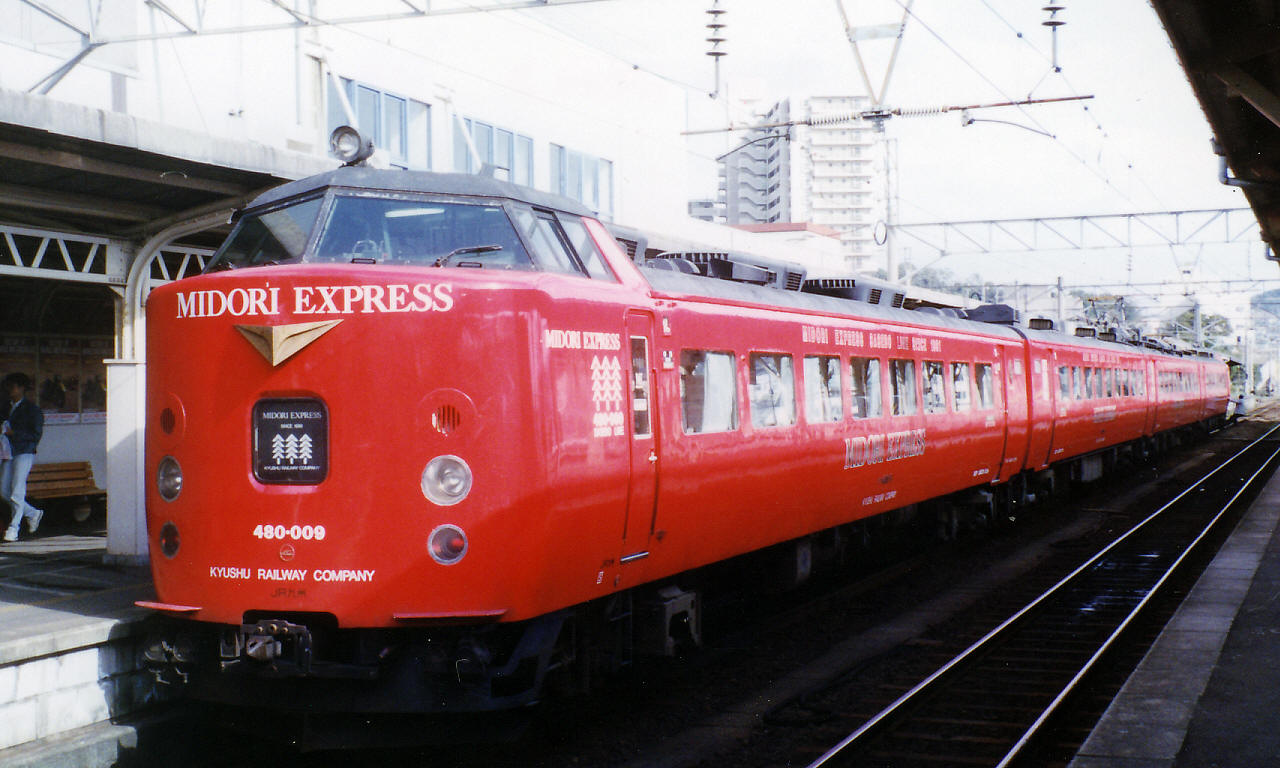
485系MIDORI EXPRESS色「赤いみどり」

  - 3月24日：「オランダ村特急」が廃止される。
  - 3月25日：新たに博多駅 - ハウステンボス駅間を485系電車で運転する特急「ハウステンボス」が運転開始し、博多駅 - 早岐駅間は「みどり」と連結する運用となる。これにより、列車によっては「かもめ」・「ハウステンボス」との「3階建て列車」を組むことになった。電車特急による「3階建て列車」は日本初であった。
- 1996年（平成8年）
  - 3月16日：「みどり」が1往復増発され、15往復になる。また、一部の単独運用列車で「ハウステンボス」編成の併結を開始[注 8]。
  - 7月 - 10月：有田町・西有田町[注 9]で行われた世界・焱の博覧会に合わせて、臨時特急「炎博号」を博多駅 - 早岐駅間で運行。

#### 2000年代の動き
- 2000年（平成12年）
  - 3月11日：ダイヤ改正により以下のように変更。
    1. 「みどり」の使用車両を485系から783系「ハイパーサルーン」に変更[9]。「みどり」用の485系電車は廃車となったが、485系自体は臨時「みどり」で引き続き運行した。
    2. 前年まで特急「有田陶器市号」として運行されていた有田陶器市向けの臨時特急列車が「みどり」に編入。

  - 8月：ハウステンボスでハロー!プロジェクトのコンサートが開催されることに伴い、通常ダイヤでは単独運転の「みどり」30号に臨時の「ハウステンボス」を併結。この「ハウステンボス」は84号を名乗った。
- 2002年（平成14年）10月21日：「みどり」が1往復増発され、16往復になる。以後、現在まで本数面ではこの体制が続いている。
  - この1往復は博多駅 - 肥前山口駅・佐賀駅間で運転されていた「かもめ」101・104号を佐世保駅発着に延長して「みどり」に編入したもので、号数は変更せず、佐賀駅・肥前山口駅 - 佐世保駅間は毎日運転の臨時列車扱いとした。885系電車を充当したため、一部では「白いみどり」と呼ばれた。
- 2003年（平成15年）3月15日：885系が撤退。再び全列車783系「ハイパーサルーン」での運転に戻る。「みどり」101・104号はこの改正で31・2号に変更し、全区間定期列車となった。
- 2004年（平成16年）4月 - 5月：有田陶器市臨時「みどり」の一部に787系電車使用開始。佐世保線の早岐駅 - 佐世保駅間に787系の営業列車が入線したのはこれが初めて（なお、肥前山口駅 - 早岐駅間については2000年10月に、「ハウステンボス」81・82号として入線している）。
- 2005年（平成17年）
  - 3月31日：車内販売の営業を廃止[10]。
  - 7月11日：「かもめ」3号の窓ガラス破損事故を受け、「みどり」全編成でもエンブレムおよびルーバー塞ぎ板を撤去。後にルーバー板は再取付され、エンブレムはステッカータイプで復活した。
- 2006年（平成18年）4月 - 5月：この年の運転を最後に、有田陶器市臨時列車でも485系の運用がなくなる。
- 2007年（平成19年）3月18日：「みどり」の全列車全車両が禁煙化。
  - なお、この日から2011年3月11日までは、「ハウステンボス9・24号」が運転されない場合、「みどり9・24号」に「ハウステンボス」編成を連結し、「ハウステンボス」編成は早岐駅で増解結することになっていた。
- 2008年（平成20年）7月1日：「エル特急」の呼称を中止。
- 2009年（平成21年）
  - 3月14日：「みどり」1往復について肥前山口駅で増解結する編成を連結開始[注 10]。
  - 8月24日：熊本駅 - 鳥栖駅 - 佐世保駅間で団体専用列車「リバイバルみどり」が運転される。485系電車DO2編成（国鉄色3両編成）が使用され、「みどり」が熊本駅に乗り入れるのは44年ぶりとなった。

#### 2010年代の動き
- 2010年（平成22年）4月 - 5月：この年より、有田陶器市期間中に運行する臨時列車を「有田陶器市みどり」として運転。
- 2011年（平成23年）
  - 3月12日：ダイヤ改正により以下のように変更[11]。
    1. 使用車両を、787系[注 11]2往復、783系「みどり」編成13往復[注 12]、783系旧「にちりん」編成（4両編成）1往復とする[12]。
    2. 「かもめ」との併結運転が終了。これにより、号車番号を787系および783系のうち「ハウステンボス」編成を連結する列車では1 - 6または8号車、そのほかの列車では5 - 8号車に変更。

  - 6月25日・26日：門司港駅 - 長崎駅・佐世保駅間（25日は長崎駅・佐世保駅行き、26日は門司港駅行きを運行）で団体専用列車「ありがとう485系 併結運転『かもめ』『みどり』」が運転される。「みどり」には2009年の「リバイバルみどり」にも用いられた国鉄色のDo2編成（3両）が充当された。肥前山口駅でDo32編成（5両）を充当した「かもめ」と分割・併合を行ったが、過去の運用と異なり、「みどり」の佐世保／門司港方に「かもめ」を連結した。また、「みどり」はハウステンボス駅でスイッチバックを行い、早岐駅 - ハウステンボス駅間は重複運転となった。
- 2013年（平成25年）5月6日：この日の運行分より、「有田陶器市みどり」を除く臨時列車を「九十九島みどり」として運転。
- 2014年（平成26年）3月15日：ダイヤ改正に伴い、787系充当列車を7両編成（繁忙期は8両編成）に増結。また783系旧「にちりん」編成で運行していた1往復を、「ハウステンボス」併結日は783系「みどり」編成、それ以外の日は「にちりん」など日豊本線系統の特急に用いられる783系5両編成での運行とする。
- 2016年（平成28年）3月26日：ダイヤ改正に伴い、783系の一部列車で行われていた「ハウステンボス」編成の肥前山口駅または早岐駅での増解結を終了し、全列車全編成が佐世保駅まで乗り入れるようになる。
- 2018年（平成30年）3月17日：ダイヤ改正に伴い以下のように変更[13]。
  1. 上下とも最終列車の運行時刻が繰り上がる。この改正ではJR九州管内の多くの特急列車で本数削減や区間短縮の措置が取られたが、「みどり」については本数・区間とも変更はない。
  2. 従来783系5両編成で運転していた1往復を787系6両編成での運転に変更（ただし「ハウステンボス」併結日には783系「みどり」編成で運転）。
  3. 早岐駅 - 佐世保駅間において乗車券のみで普通車自由席に乗車可能の特例が設けられる。
  4. 上り列車の佐賀駅 - 博多駅間で行われていた、普通車指定席の空席に自由席特急券で乗車可能のサービスは終了[7]。

#### 2020年代の動き
- 2020年（令和2年）
  - 3月20日 - 6月18日：新型コロナウイルス感染症による利用客減少に伴い、「みどり」では以下の措置が取られた。なお、社会情勢の変化に伴い随時追加の対応が発表されており、当初の発表から変更された内容も生じた[14][15][16][17][18][19][20][21][22][23][24]。
    1. 4月24日以降、定期列車3往復（11・14・15・19・20・28号）を運休。5月11日以降はこの3往復に加えて1往復（6・29号）を運休。
    2. 一部列車での減車を実施。
    3. この期間中に運行予定だった臨時列車の「有田陶器市みどり」「九十九島みどり」は全て運休。
    4. 5月2日から6日までは、JR九州管内の在来線特急列車が全列車運休。
    5. 「ハウステンボス」が全列車運休となり、一時的に32年ぶりの全列車全区間単独運転となった。

  - 6月19日：「みどり」は通常ダイヤでの運行再開。併結する「ハウステンボス」も毎日運転の列車は運行を再開[25]。
  - 7月23日：「ハウステンボス」の土日運転の臨時列車が年末年始・ゴールデンウィーク・盆休みなどの休み期間で運行を再開（通常の土日運転は除く）。
- 2021年（令和3年）：有田陶器市の開催中止に伴い、「有田陶器市みどり」の全列車が運休。
- 2022年（令和4年）9月23日：西九州新幹線の武雄温泉駅 - 長崎駅間開業に伴うダイヤ改正により、以下のように変更[2]。
  1. 「みどり」のうち下り4本・上り6本が武雄温泉駅で新幹線「かもめ」と対面接続を行う。これに伴い、該当する「みどり」の列車名を「みどり（リレーかもめ）」とする。
  2. それまで「かもめ」と「みどり（・ハウステンボス）」でそれぞれについて下りは1号、上りは2号から付番していたのを、博多駅における発着順で「リレーかもめ」・「みどり（・ハウステンボス）」での通しでの付番に変更。
  3. 使用車両を783系11往復[注 13]・885系5往復とし、本列車における787系の運用を終了。なお、885系で運転される列車は時刻表において使用車両を「白いみどり」として案内される。
- 2024年（令和6年）3月16日：ダイヤ改正。従来の「みどり（リレーかもめ）14号」が、「リレーかもめ14号」「みどり16号」の2本の列車に分かれて運転されるようになる[注 14][26]。これにより「みどり16号」以降の上り列車は号数が2ずつ繰り下がる。

#### 列車名の由来
（五十音順）
- 「有田陶器市号」（ありたとうきいち）…佐賀県有田町で例年ゴールデンウイークに行われる有田陶器市から。2010年から名称設定がされた「有田陶器市みどり」もこれにちなむ。快速、臨時特急。
- 「いそかぜ」…「磯の風」の意味であるが、列車の下り方終着駅である佐世保駅および宮崎駅共に海岸線に沿って運行することから来ているとされている。ただし、「（昼行）特別急行列車には抽象名称を用いる」という慣例もある。特急。
- 「オランダ村特急」（ - むらとっきゅう）…長崎県西彼杵郡西彼町（現在の西海市）にあった長崎オランダ村を目的地としていることによる。
- 「かもめ」…海鳥のカモメから来ている。なお、戦前列車愛称の公募に際して8位であったことから採用された経緯を持つ。特急。
- 「からつ」…経由地である唐津市にちなむ。長崎と西唐津間を結び1年半で終了。急行。
- 「九重」（くじゅう）…経由地である九重連山（くじゅうれんざん）にちなむ。急行。
- 「九十九島」（くじゅうくしま）…長崎県佐世保市・平戸市にまたがる多島海の九十九島から。2013年より名称設定がされた「九十九島みどり」もこれにちなむ。急行、特急。
- 「出島」（でじま）…江戸時代のオランダ商館所在地であった長崎市にある地名である出島から。急行。
- 「ながさき」…目的地である長崎県・長崎市および運行路線である長崎本線にちなむ。準急、急行。
- 「西九州」（にしきゅうしゅう）…目的地である長崎県・佐賀県を指す広域地域名から。急行。
- 「ハウステンボス」…長崎県佐世保市にあるハウステンボスにちなむ。特急。
- 「ふたば」…広島市にある「二葉山」（ふたばさん）にちなむとされる。準急。
- 「べっぷ」…目的地である別府市にちなむ。急行。
- 「弓張」（ゆみはり）…長崎県佐世保市にある「弓張岳」から。急行。